# Take It Easy (chanson)
Pour les articles homonymes, voir Take It Easy.
Singles de Eagles
Witchy Woman
(1972)
Take It Easy est une chanson écrite et composée par Jackson Browne et Glenn Frey, interprétée par le groupe rock américain Eagles. Il s'agit du premier single du groupe, sorti le 1er mai 1972, extrait de l'album The Eagles.
C'est une des chansons phares des Eagles, jouée à chacun de leurs concerts. Elle se classe 12e dans le Billboard Hot 100.
En 1995, Take It Easy est sélectionnée par le Rock and Roll Hall of Fame, comme l'une des « 500 chansons qui ont façonné le rock 'n' roll ».

## Composition du groupe
- Glenn Frey: chant, guitare acoustique
- Bernie Leadon: guitare solo, banjo, chœurs
- Randy Meisner: basse, chœurs
- Don Henley: batterie, chœurs

## Histoire de la chanson
Selon Glenn Frey, la majeure partie de Take It Easy est l'œuvre de Jackson Browne. Ce dernier peinait à terminer cette chanson qui plaisait beaucoup à Glenn Frey, lequel a trouvé l'inspiration pour finir d'écrire le second couplet et les deux musiciens ont ainsi pu achever la composition de la pièce.
Dès lors, intégrée au répertoire scénique des Eagles, la chanson est enregistrée en 1972 comme premier single du groupe et connaît le succès aux États-Unis.
Jackson Browne l'enregistre à son tour en 1973 sur son album For Everyman.

## Standin' on the Corner Park

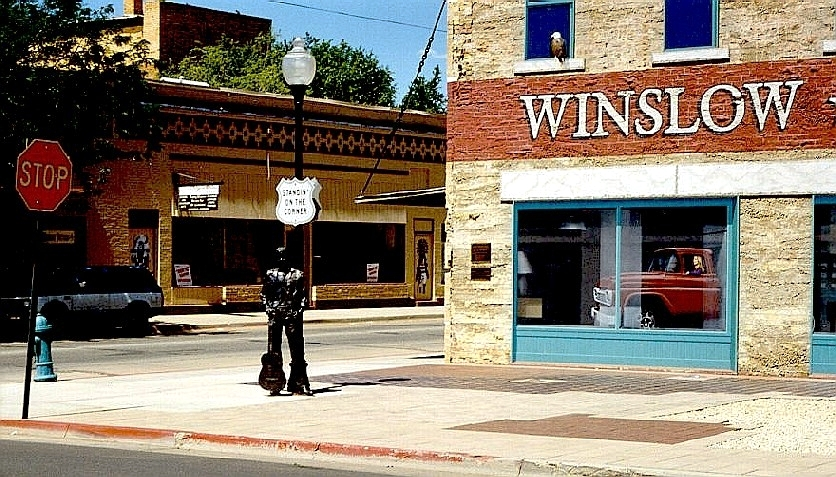
Standin' on the Corner Park, à Winslow, Arizona

En l'honneur de la chanson, la ville de Winslow (Arizona), située sur le tracé de la mythique Route 66, a inauguré en 1999 un espace public baptisé Standin' on the Corner Park (en).
En effet, la localité est mentionnée dans les paroles du second couplet de Take It Easy. Le chanteur indique qu'il se tient debout au coin d'une rue à Winslow, Arizona, et qu'une femme au volant d'un pick-up Ford rouge ralentit à ce moment-là pour le regarder.
Le lieu est ainsi configuré : Au coin d'une rue de Winslow, sur un large trottoir, se dresse la statue en bronze d'un homme debout avec une guitare acoustique qu'il tient posée près de sa jambe. La statue est dominée par un lampadaire sur lequel est accroché un panneau en forme d'écusson avec l'inscription Standin' on the Corner.
Sur le mur situé derrière, une peinture en trompe-l'œil représente la vitrine d'un magasin où semble se reflèter un pick-up Ford rouge conduit par une femme blonde.
À l'étage, plusieurs fenêtres sont peintes. Un aigle est perché sur le rebord de l'une d'elles, tandis que l'on aperçoit un couple s'enlacer à une autre.
En septembre 2016, une seconde statue en bronze, à l'effigie de Glenn Frey, a été installée en hommage au chanteur.
L'endroit est devenu un lieu touristique très fréquenté.

## Classements hebdomadaires
| Classement (1972)              | Meilleure position |
| ------------------------------ | ------------------ |
| Australie (Kent Music Report)  | 49                 |
| Canada (RPM 100 Singles)       | 8                  |
| États-Unis (Billboard Hot 100) | 12                 |

## Certifications
| Pays              | Certification | Unités certifiées |
| ----------------- | ------------- | ----------------- |
| Royaume-Uni (BPI) | Platine       | 600 000           |

## Reprises
Take It Easy a été enregistrée par d'autres artistes parmi lesquels Travis Tritt (en), Southside Johnny, Buck Owens ou encore Roch Voisine.